# Малери (езеро)
Малери (на английски: Mallery Lake) е 24-то по големина езеро в канадската територия Нунавут. Площта му, заедно с островите в него е 479 km², която му отрежда 101-во място сред езерата на Канада. Площта само на водното огледало без островите е 467 km². Надморската височина на водата е 158 m.
Езерото се намира в югозападната част на канадската територия Нунавут, между езерата Тебесджуак на запад и Принсес Мери на изток. Дължината му от северозапад на югоизток е 35 km, а максималната му ширина – 15 km.
Малери има сравнително слабо разчленена брегова линия, без характерните за повечето канадски езера заливи, полуострови, протоци и острови. Площта на островите в него е 22 km², като всичките му острови са разположени в северната част на езерото.
От запад в езерото се влива река Кунуак, идваща от езерото Тебесджуак, която след като го пресече изтича от най-източния му ъгъл и се влива в езерото Принсес Мери.
През 2010 г. компанията Uranium North Resources Crop открива в района на езерото златни и сребърни жили (24,62 грама чисто злато на тон руда и 110 грама чисто сребро на тон руда).